# Czesław Surma
Czesław Surma (ur. 7 czerwca 1907 w Połajewie, zm. 1943 w Warszawie lub we Lwowie) – żołnierz AK w stopniu porucznika, uczestnik Akcji Bollwerk.

## Życiorys
Był synem kupca Jana i Bronisławy. Do szkoły uczęszczał w Połajewie. Od 1919 roku mieszkał wraz z rodziną w Poznaniu, gdzie podjął naukę w gimnazjum im. Ignacego Jana Paderewskiego. Ukończył je w 1927 roku. W trakcie nauki w gimnazjum dołączył do grup harcerskich 16 i 17 PDH. Po ukończeniu gimnazjum odbył szkolenie w Szkole Podchorążych Rezerwy. Był współorganizatorem szkoleniowych obozów ZHP, uzyskując dzięki nim stopień phm. W 1934 roku został wybrany do uczestnictwa w specjalnym kursie WF i PW w Mołodecznie.

## II wojna światowa
Po wybuchu II wojny światowej, w początkowej fazie kampanii wrześniowej został przydzielony do składu batalionu ON Poznań 1, Poznań 2. Był jednym z organizatorów Związku Odwetu w Poznaniu, zagrożony aresztowaniem wyjechał 21 czerwca 1941 r. z miasta. Do marca 1942 roku dowodził Związkiem Odwetu w Radomiu, utrzymując kontakty z centralą AK. Za swoją działalność był poszukiwany listami gończymi. W 1943 roku został aresztowany przez Gestapo. Zginął w Warszawie lub we Lwowie.